# 민문식
민문식(1961년 11월 26일~)은 빙그레 이글스에서 뛰었던 전 야구 선수다.
한편, 한양대에 스카우트 동의를 한 뒤 3일 후 다시 동국대에 입단 동의서를 써줘 말썽을 빚었으나 야구협회가 동국대의 가등록을 인정함에 따라 동국대로 진학했는데 1983년 아시아야구선수권대회 우승으로 병역혜택을 받는 등 장래가 촉망되는 선수였지만 지나친 훈련과 경기 때문에 어깨가 고장나서 1988년과 1989년 단 한 차례도 뛰지 못했으며 결국 1989년을 끝으로 은퇴했다.

## 기록
- 1986년: 8경기 16이닝 1승 2패 5.06
- 1987년: 3경기 5.2이닝 3.18

## 출신 학교
- 세광중학교
- 세광고등학교
- 동국대학교

## 같이 보기
- 빙그레 이글스 연도별 선수 명단